# Consolidated XB-41 Liberator
Consolidated XB-41 Liberator – wersja rozwojowa samolotu bombowego Consolidated B-24D Liberator przystosowana do roli bombowca eskortowego, zbudowano tylko jeden prototyp który nie został użyty operacyjnie.
Prototyp powstał po przebudowaniu "Liberatora" o numerze seryjnym 41-11822.  Został on uzbrojony w 14 karabinów maszynowy M2 o kalibrze 12,7 mm, w dwóch wieżyczkach grzbietowych, w wieżyczce przedniej, ogonowej i dolnej (wszystkie po dwa karabiny) i w dwa boczne stanowiska strzeleckie z pojedynczymi karabinami. Łącznie na pokładzie samolotu znajdowało się 11.000 nabojów, część składowana w komorze bombowej. Napęd stanowiły cztery silniki Pratt & Whitney R-1830 o mocy 1250 koni mechanicznych każdy.
Samolot nie wszedł do produkcji seryjnej z powodu niezadowalających osiągów.